# Pierre Bellet
Pour les articles homonymes, voir Bellet (homonymie).
Pierre Auguste Bellet, né à Galați en 1865 et mort en 1924, est un peintre et graveur français.

## Biographie
Né en Roumanie de parents français, élève de Jean-Léon Gérôme, d'Alexandre Cabanel et de Benjamin-Constant, membre de la Société des artistes français, il obtient une mention honorable en 1890 au Salon des artistes français puis une médaille de 3e classe l'année suivante.

## Galerie

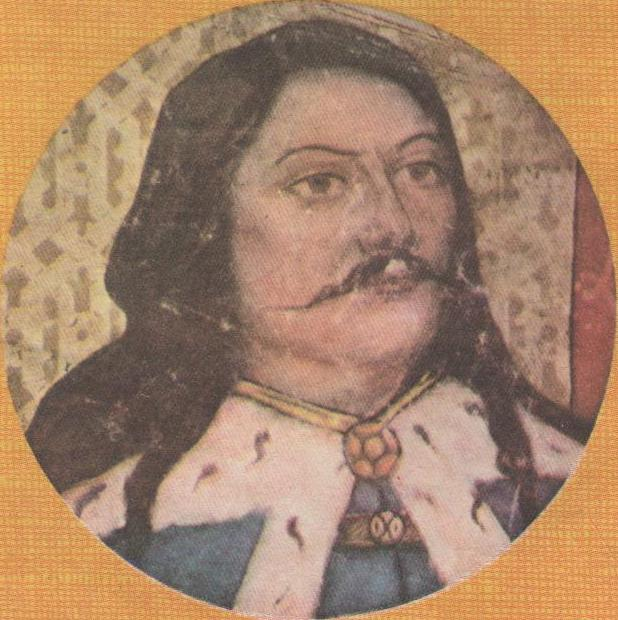
Bogdan Ier le Fondateur
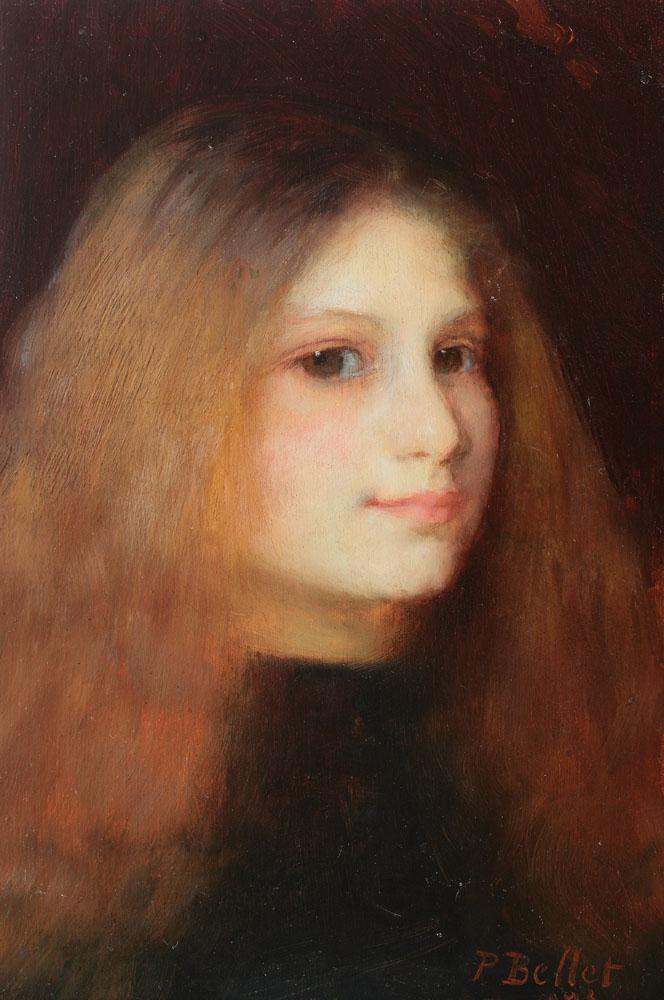
Portrait
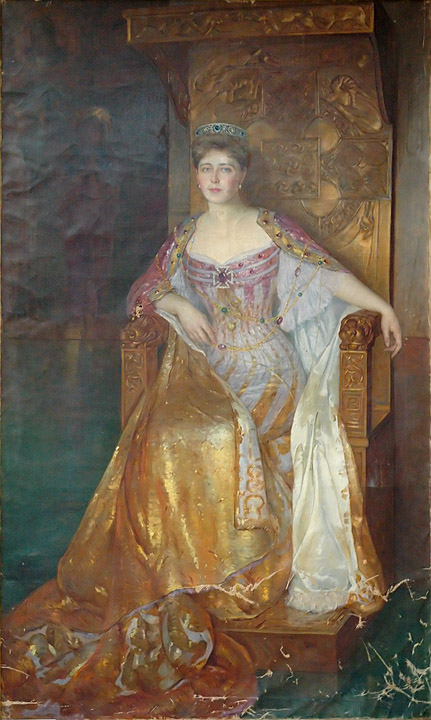
Marie de Saxe-Cobourg-Gotha
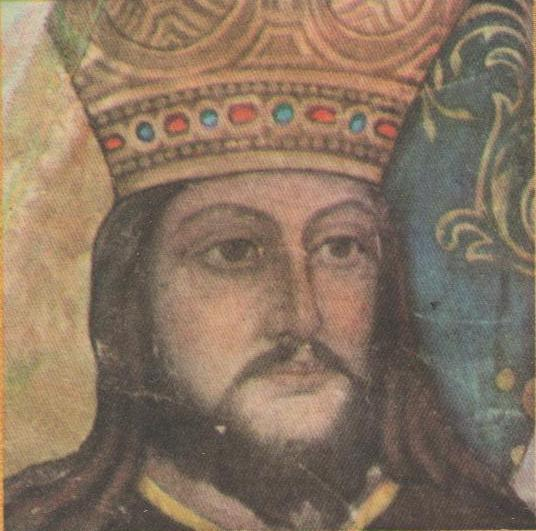
Rodolphe Bessaraba
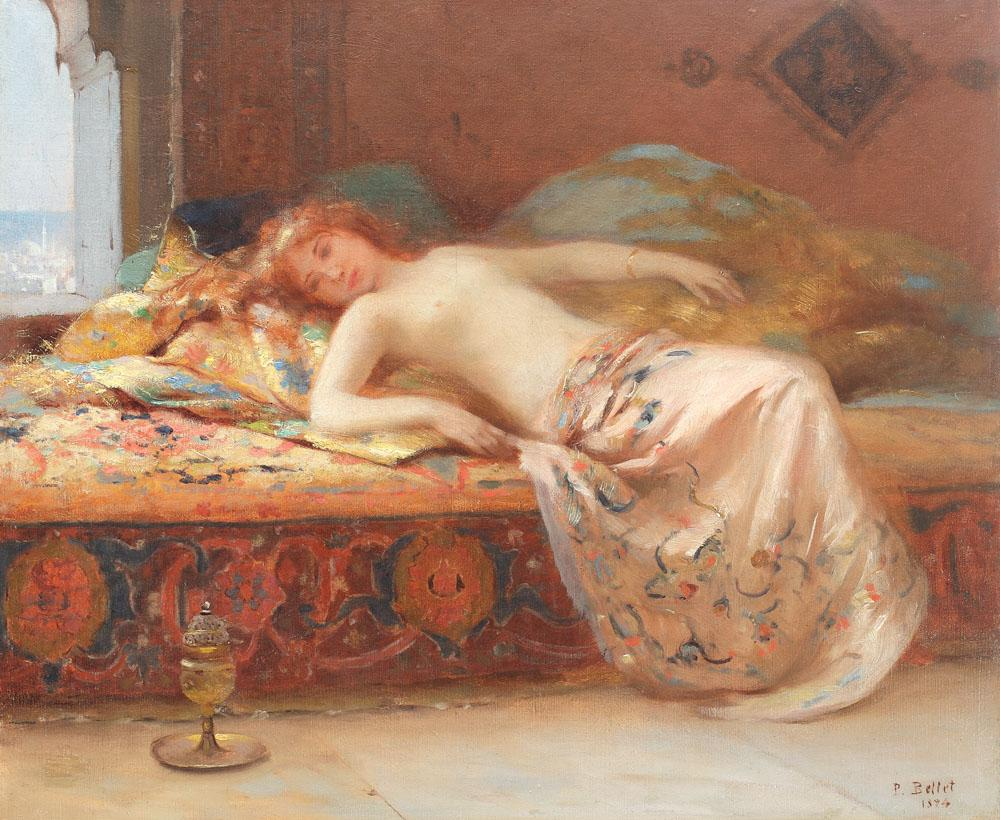
Intérieur oriental
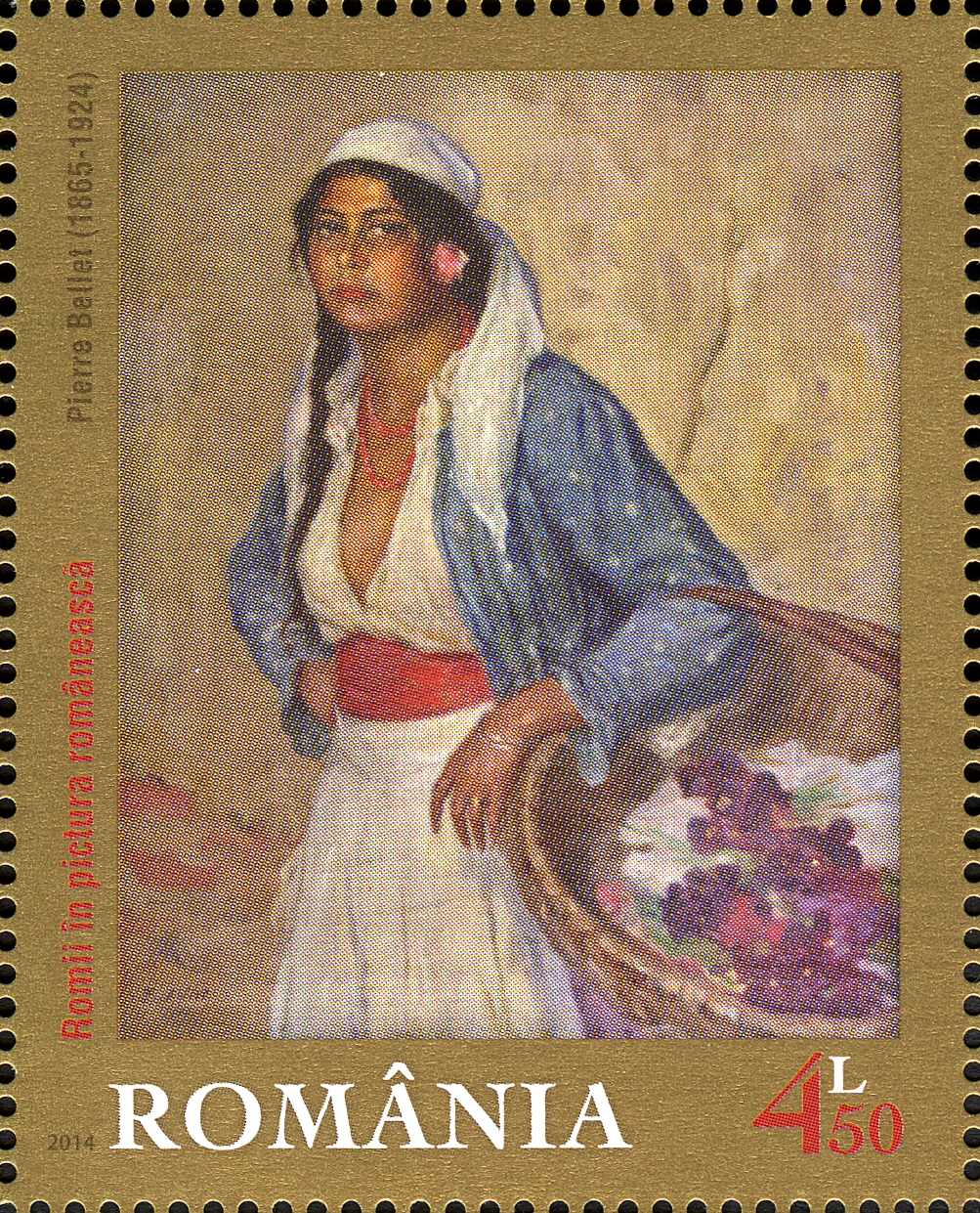
Timbre roumain en hommage à Pierre Bellet